# De droom van een hond
De droom van een hond (A happy dog from Baghdad) is een mozaïek in Amsterdam-West.

## Kunstenaar
De maker Halim al-Karim is Irakees (1963, Najaf), die zijn land ontvluchtte aan het begin van de Eerste Golfoorlog. Hij moest zijn dienstplicht vervullen, maar weigerde. Hij vluchtte met steun van plaatselijke bevolking het land uit en bereikte de Verenigde Staten. In 2001 verscheen het kleurrijk mozaïek op de gevel van Jacob van Lennepstraat 324 in Amsterdam; naast een nieuwbouwcomplex van woningbouwvereniging De Alliantie. Zijn binding met gemeente Amsterdam wordt gevormd doordat hij een deel van zijn opleiding verkreeg aan de Gerrit Rietveld Academie (1996-1999) in Amsterdam-Zuid en rond 2000 een tentoonstelling had in de Fibeitt Gallery aldaar. 

## Kunstwerk
Het is een opmerkelijk kunstwerk in het oeuvre van Halim al-Karim, dat grotendeels bestaat uit bewerkte foto’s. Het mozaïek geeft een mens weer, die door de oorlog de wil verloren heeft als mens te leven; hij ziet meer in het leven van een hond, wat geen echte vooruitgang is. Het enige dat de hond nodig heeft, is liefde; om dat te kunnen bereiken leest hij Het boek van bijgeloof en onzin. Dat boek is in het tableau terug te vinden in de vierkantjes. Op het moment dat de zon en maan de liefde bedrijven, zal er als teken een vliegende vis aan de hemel zichtbaar zijn. Dat brengt de hond in vervoering en laat hem met zijn boot naar het paradijs gaan. Op die boot heeft de hond in de daarop staand muur briefjes met wensen van mensen verzameld die hij meeneemt naar dat paradijs. Met het geheel wilde de kunstenaar de kijker meegeven dat in moeilijke tijden er via de fantasie/droom wellicht een mogelijkheid is de ellende te ontvluchten.      

## Omgeving
Het tableau werd als binnentuinafscheiding geplaatst binnen de oorspronkelijke bouw uit rond 1910 en bouw uit 1993. Die eerste moest plaats maken voor nieuwbouw (stadsvernieuwing), omdat de woningen niet meer aan de eisen voldeden. Er werd naar ontwerp van M3H Architecten een nieuwe kop gebouwd aan de Borgerstraat, Lootsstraat en Jacob van Lennepstraat. Het tableau bleef staan. Vlak naast het mozaïektableau bevinden zich in de buitengevels van de woningen uit 1993 vier abstracte tegeltableaus bestaande uit gele, blauwe en zwarte tegels. 

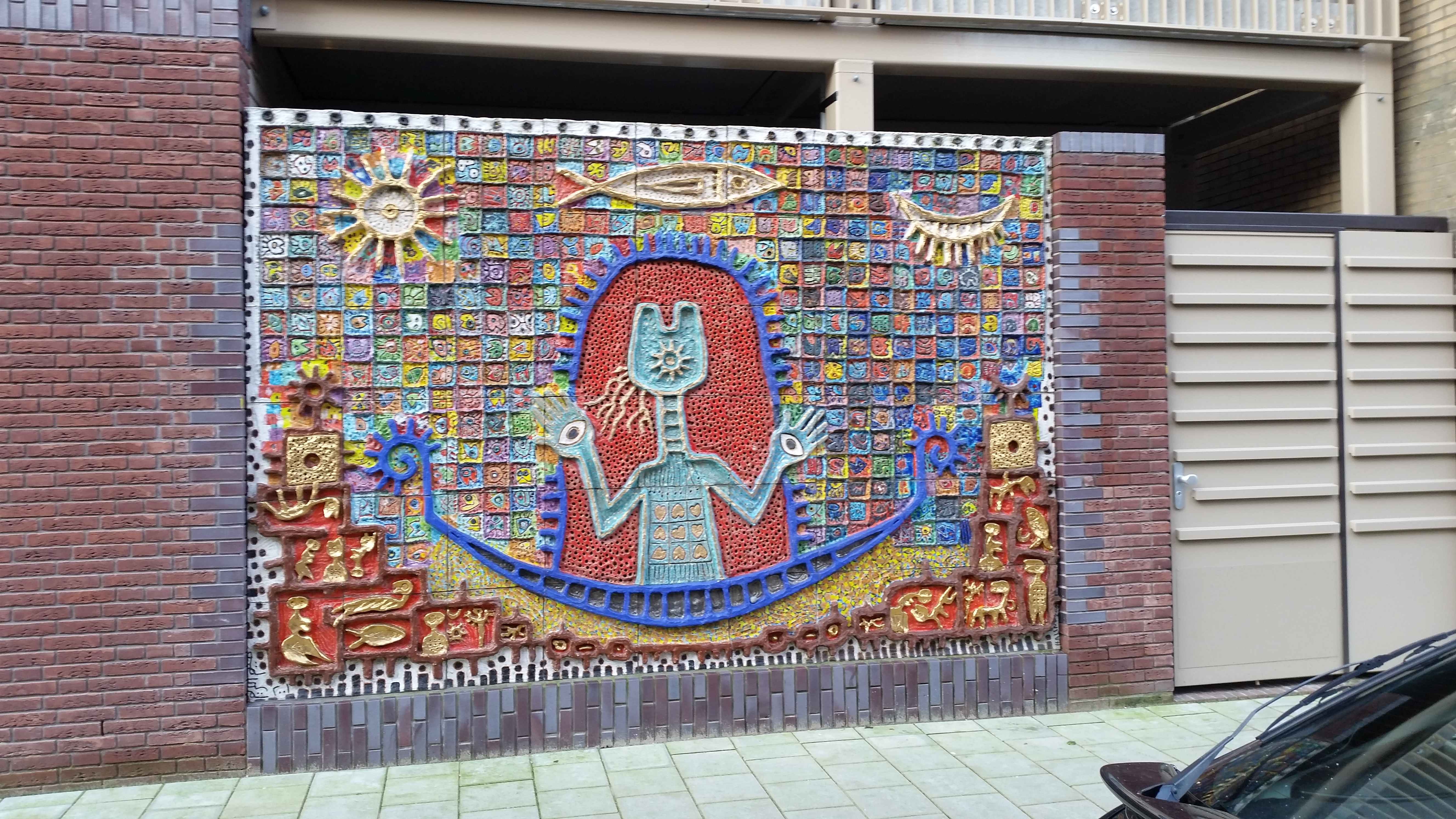
De droom van een hond (januari 2020)

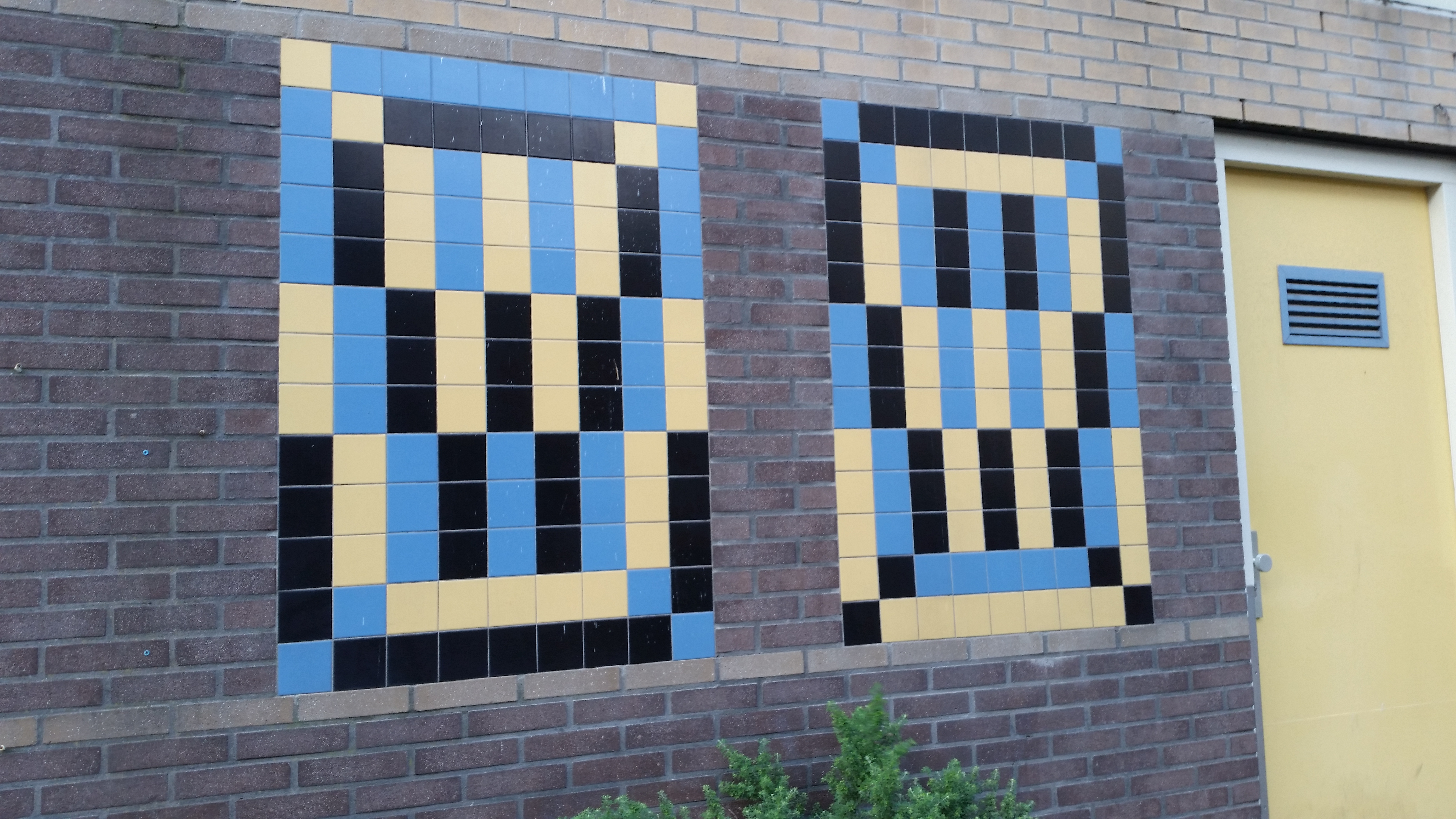
Twee abstracte tableaus (januari 2020)